# Trigo genéticamente modificado
El trigo modificado genéticamente es un trigo que ha sido modificado genéticamente mediante la manipulación directa de su genoma utilizando la biotecnología. En el año 2020 Argentina fue el primer país dónde se aprobó el uso del Trigo HB4 para realizar cultivos.

## Antecedentes
El trigo es un híbrido natural derivado de la crianza entre especies. Se ha teorizado que los ancestros del trigo (Triticum monococcum, Aegilops speltoides y Aegilops tauschii, todas las gramíneas diploides ) se hibridaron naturalmente durante milenios en algún lugar del oeste de Asia, para crear híbridos poliploides naturales, los más conocidos de los cuales son el trigo común y el trigo duro.
El trigo (Triticum spp.) es una  gramínea doméstica importante utilizada en todo el mundo para la alimentación. Su evolución ha sido influenciada por la intervención humana desde los albores de la agricultura.
La transferencia de genes entre especies continuó ocurriendo en los campos de agricultores durante el cambio de la dieta paleolítica a la dieta adoptada por los humanos después de la revolución neolítica, o la primera revolución verde. Durante la transición de una estructura social de cazadores-recolectores a sociedades más agrarias, los humanos comenzaron a cultivar trigo y a transformarlo para satisfacer sus necesidades. Así, las raíces sociales y culturales de los humanos y el desarrollo del trigo se han entrelazado desde antes de la historia registrada.
Este proceso dio lugar a varias especies de trigo que se cultivan para fines y climas específicos. En 1873, Wilson cultivó cepas cruzadas de centeno y trigo para crear triticale. Las transformaciones adicionales que utilizaron técnicas de hibridación citogénica permitieron a Norman Borlaug, padre de la segunda Revolución Verde, desarrollar especies de trigo (las variedades semienanas) que crecerían en ambientes hostiles.
Las técnicas de ADN recombinante se desarrollaron en la década de 1980, se comenzó a trabajar para crear el primer trigo transgénico, coincidiendo con la tercera revolución verde. De los tres cereales más importantes del mundo (maíz, arroz y trigo), el trigo fue el último transformado por métodos transgénicos, biolísticos en 1992, y por los métodos de Agrobacterium en 1997. A diferencia del maíz Y el arroz, su uso generalizado en la dieta humana ha enfrentado resistencia cultural.
En los últimos años, empezando por Argentina en el 2020 se aprobó el uso del trigo HB4 desarrollado por la empresa Bioceres y el CONICET, luego le sucedieron en la aprobación: Brasil, Australia y Nueva Zelanda.

## Los ensayos de campo y aprobaciones
A partir de 2013, se han realizado 34 ensayos de campo de trigo genéticamente modificado en Europa y 419 en Estados Unidos. Las modificaciones probadas incluyen aquellas para crear resistencia a los herbicidas, crear resistencia a los insectos y a los patógenos fúngicos (especialmente el fusarium) y los virus, tolerancia a la sequía y resistencia a la salinidad y calor, incrementó y disminuyó el contenido de glutenina, mejoró la nutrición (mayor contenido de proteínas, mayor estabilidad térmica de la enzima fitasa, mayor contenido de agua soluble) fibra dietética, aumento del contenido de lisina), cualidades mejoradas para su uso como materia prima de biocombustible, producción de fármacos a través del calentamiento y aumentos de rendimiento.
Hasta diciembre de 2017, no se había aprobado el lanzamiento de trigo genéticamente modificado en ningún lugar del mundo.
La empresa argentina Bioceres desarrolló una planta con el gen HaHB4 y se cultivó en una amplia gama de condiciones de cultivo que mostraban una mejor adaptación a los entornos propensos a la sequía, la limitación más importante que afectaba al rendimiento de los cultivos en todo el mundo.

## MON 71800 de Monsanto
En 2010, el socio de Monsanto en India, Mahyco, anunció que planeaba obtener la aprobación para comercializar trigo transgénico en India en los próximos tres a cinco años.

## Escape de semillas de trigo transgénico
En 1999, científicos en Tailandia afirmaron haber descubierto trigo resistente al glifosato en un envío de granos desde el noroeste del Pacífico de los Estados Unidos, a pesar de que el trigo transgénico nunca había sido aprobado para la venta y solo se había cultivado en parcelas de prueba. Nadie podría explicar cómo el trigo transgénico entró en el suministro de alimentos.
En mayo de 2013, se encontró una cepa de trigo resistente al glifosato modificado por ingeniería genética en una granja en Oregón. Pruebas exhaustivas confirmaron el trigo como una variedad – MON71800. El trigo fue desarrollado por Monsanto, pero nunca fue aprobado ni comercializado después de que la compañía lo probó entre 1998 y 2005. La presencia inexplicable de este tipo de trigo representa un problema para los productores de trigo cuando los compradores exigen trigo libre de alteraciones genéticas. Japón suspendió posteriormente la importación de trigo blanco suave de los Estados Unidos. Un agricultor de Kansas demandó a Monsanto por la liberación, diciendo que había provocado la caída del precio del trigo cultivado en los Estados Unidos. Monsanto sugirió que la presencia de este trigo era probablemente un acto de sabotaje. El 14 de junio de 2013, el Departamento de Agricultura de Estados Unidos (USDA, por sus siglas en inglés) anunció: "A partir de hoy, el USDA no ha encontrado ni informado de nada que indique que este incidente equivale a más de un solo incidente aislado en un solo campo en una sola granja. Toda la información recopilada hasta el momento no muestra indicios de la presencia de trigo transgénico en el comercio ". Al 30 de agosto de 2013, aunque la fuente del trigo transgénico seguía siendo desconocida, Japón, Corea del Sur y Taiwán habían reanudado sus pedidos, y la interrupción del mercado de exportación fue mínima.
La investigación se cerró en 2014 después de que el Servicio de Inspección de Sanidad Animal y Vegetal, una agencia del Departamento de Agricultura estadounidense, hubiera agotado todas las pistas, sin haber encontrado ninguna evidencia de que el trigo hubiera entrado en el suministro comercial.

## Regulación
La regulación de la ingeniería genética se refiere a los enfoques adoptados por los gobiernos para evaluar y gestionar los riesgos asociados con el desarrollo y la liberación de cultivos modificados genéticamente. Existen diferencias en la regulación de los cultivos transgénicos entre los países, con algunas de las diferencias más marcadas entre los Estados Unidos y Europa. La regulación varía en un país determinado dependiendo del uso previsto de los productos de la ingeniería genética. Por ejemplo, un cultivo no destinado al uso alimentario generalmente no es revisado por las autoridades responsables de la inocuidad de los alimentos.